# Eugène Maraisprys

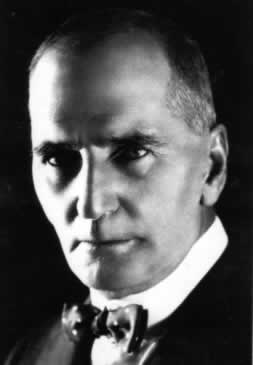
Eugène Marais, naar wie de prijs is genoemd

De Eugène Maraisprys is een Zuid-Afrikaanse literatuurprijs.

## Beschrijving
De Eugène Maraisprys, die sinds 1961 jaarlijks wordt toegekend door de Suid-Afrikaanse Akademie vir Wetenskap en Kuns, wordt verleend voor debuten of vroeg werk in het Afrikaans. De onderscheiding heette aanvankelijk de Aanmoedigingsprijs en later de Debuutprijs, maar werd in 1971 bij een reglementsherziening vernoemd naar de Zuid-Afrikaanse dichter, schrijver en natuuronderzoeker Eugène Marais (1871-1936). De prijs kan voor werk in elk genre worden toegekend, maar alleen werken die in het voorgaande kalenderjaar zijn verschenen komen voor bekroning in aanmerking. Een schrijver kan de Eugène Maraisprys slechts eenmaal ontvangen. In 2009 bedroeg het prijzengeld 22.000 rand.

## Winnaars
- 1961: Audrey Blignault voor In klein maat, Die vrolike lied en haar bijdragen aan Die dammetjie
- 1963: André P. Brink voor Caesar
- 1964: Dolf van Niekerk voor Skepsels, Elsa Joubert voor Ons wag op die kaptein
- 1965: George Louw voor Koggelstok
- 1966: Henriette Grové voor al haar dramatische werken
- 1967: Abraham H. de Vries voor al zijn prozawerken
- 1968: M.M. Walters voor Cabala
- 1970: P.G. Hendriks voor Die weg van 'n man
- 1971: Sheila Cussons voor Plektrum
- 1972: Lina Spies voor Digby Vergenoeg
- 1973: Antjie Krog voor Januarie-suite
- 1974: Leon Strydom voor Geleentheidsverse
- 1975: P.J. Haasbroek voor Heupvuur
- 1976: J.C. Steyn voor Grammatika van liefhê
- 1978: Marlene van Niekerk voor Sprokkelster
- 1979: Eveleen Castelyn voor Tussen hemel en aarde
- 1980: Petra Müller voor Patria
- 1981: Annesu de Vos voor Gebed van 'n groen perske en ander verse
- 1982: Louis Krüger voor Die skerpskutter
- 1983: E. Kotze voor Halfkrone vir die Nagmaal
- 1984: Etienne van Heerden voor My Kubaan
- 1985: Alexander Strachan voor 'n Wêreld sonder grense
- 1986: Freek Swart voor Spinola se rooi angelier
- 1987: Joan Hambidge voor Bitterlemoene, Deon Opperman voor Môre is 'n lang dag/Die teken
- 1988: P.C. Haarhoff voor Uit 'n ander wêreld
- 1989: Philip de Vos voor Daar's bitterals in die heuningwals
- 1990: H.J. Pieterse voor Alruin
- 1991: Pieter Stoffberg voor Die hart van 'n hond
- 1992: Riana Scheepers voor Dulle Griet
- 1993: Marita van der Vyver voor Griet skryf 'n sprokie
- 1994: Mark Behr voor Die reuk van appels, Ronel de Goede voor Skoop
- 1995: Johan Myburg voor Kontrafak
- 1996: E.W.S. Hammond voor Doodsteek van 'n diabeet, A.H.M. Scholtz voor Vatmaar
- 1997: Jaco Fouché voor Die ryk van die rawe
- 1998: Johann Botha voor Groot vyf
- 1999: Cristoffel Coetzee (postuum) voor Op soek na generaal Mannetjies Mentz
- 2000: S.P. Benjamin voor Die lewe is 'n halwe roman
- 2001: Tom Dreyer voor Stinkafrikaners
- 2002: Dine van Zyl voor Slagoffers
- 2003: Barbara Fölscher voor Reisgenoot
- 2004: Ilse van Staden voor Watervlerk
- 2005: Melanie Grobler voor Die waterbreker
- 2006: Marlize Hobbs voor Flarde
- 2007: Danie Marais voor In die buitenste ruimte
- 2008: Helena Gunter voor Op 'n plaas in Afrika
- 2009: Ronelda Kamfer voor Noudat slapende honde, Loftus Marais voor Staan in die algemeen nader aan vensters
- 2010: Carel van der Merwe voor Geldwolf
- 2011: Nicole Jaekel Strauss voor Maal
- 2012: Sonja Loots voor Sirkusboere
- 2013: Hennie Nortjé voor In die skadu van soveel bome
- 2014: Dominique Botha voor Valsrivier
- 2015: Nicola Hanekom voor Die pad byster
- 2016: Stephanus Muller voor Nagmusiek
- 2017: Bibi Slippers voor Fotostaatmasjien
- 2018: Fanie Naudé voor Die derde spoel[1]
- 2019: Andries Buys voor Die dao van Daan van der Walt under the pseudonym Lodewyk G. du Plessis[2]
- 2020: Johan Jack Smith voor Zola[3]
- 2021: Jolyn Philips voor Bientang[4]

1. ↑  (af) Prinsloo, Dionē, SA Akademiepryse 2018 (pdf) (13 april 2018). Gearchiveerd op 21 december 2018. Geraadpleegd op 21 september 2019.
2. ↑  (af) Prinsloo, Dionē, Mediaverklaring (pdf) (12 april 2019). Gearchiveerd op 1 mei 2019. Geraadpleegd op 21 september 2019.
3. ↑  (af) SA Akademie-pryse vir 2020 toegeken. Maroela Media (21 mei 2020). Gearchiveerd op 10 juni 2020. Geraadpleegd op 27 juni 2020.
4. ↑  SA Akademiepryse 2021. SA Akademie (16 april 2021). Gearchiveerd op 6 mei 2021. Geraadpleegd op 6 mei 2021.